# Zhuanqiao
Zhuanqiao (chiń. 银都路站) – stacja metra w Szanghaju, na linii 5. Znajduje się pomiędzy stacjami Yindu Lu i Beiqiao. Została otwarta 25 listopada 2003.